# Левушка (приток Вяги)
Левушка — река в России, протекает по территории Сумпосадского сельского поселения Беломорского района. Устье реки находится в 2 км по левому берегу реки Вяга. Длина реки — 15 км, площадь водосборного бассейна — 89,6 км².
Исток — озеро Левушка на высоте 138,2 м над уровнем моря.

## Данные водного реестра
По данным государственного водного реестра России относится к Баренцево-Беломорскому бассейновому округу, водохозяйственный участок реки — реки бассейна Онежской губы от южной границы бассейна реки Кемь до западной границы бассейна реки Унежма, без реки Нижний Выг. Речной бассейн реки — бассейны рек Кольского полуострова и Карелии, впадает в Белое море.